# 伯耆町立溝口中学校
伯耆町立溝口中学校（ほうきちょうりつ みぞくちちゅうがっこう）は、鳥取県西伯郡伯耆町長山にある公立中学校。

## 沿革
統合前
- 1947年（昭和22年）4月 - 溝口町立溝口中学校・日光村立日光中学校・二部村立二部中学校開校[2]。
- 1954年（昭和29年）4月 - 溝口町・二部村・日光村の一部が合併し、日光中学校・二部中学校を溝口町立と改称。
- 1959年（昭和34年）4月1日 - 日光中学校の一部校区（旧日光村の江府町に編入された地域）を分離し、江府町立江府中学校へ編入。

統合後
- 1962年（昭和37年）4月1日 - 学校統合が実現し旧溝口中学校と日光中学校を名目統合し、溝口中学校溝口校舎と日光校舎と改称。
- 1963年（昭和38年）4月1日 - 二部中学校を名目統合し、二部校舎と改称。
- 1964年（昭和39年）4月 - 統合校舎完成、溝口・日光校舎を廃止。
- 1965年（昭和40年）4月 - 二部校舎を廃止、本校舎に統合。
- 1984年（昭和59年）5月1日 - 町名・校名の「溝口」の読みを「みぞぐち」から「みぞくち」に変更。
- 2005年（平成17年）1月1日 - 日野郡溝口町と西伯郡岸本町が合併し、伯耆町発足に伴い伯耆町立溝口中学校と改称。

## 部活動
硬式野球部
サッカー部
テニス部
剣道部
水泳部
陸上部
柔道部
スキー部
美術部

## 校区
- 校区は、溝口小学校、二部小学校の通学区域となっている。

## 交通アクセス
- 西日本旅客鉄道（JR西日本）伯備線 伯耆溝口駅より徒歩7分。